# 加茂谷村
加茂谷村（かもだにそん）は、かつて徳島県那賀郡にあった村。

## 地理
蛇行する那賀川の中流から下流域に位置する。山に囲まれ、平地は少なく、集落は那賀川両岸段丘上に点在。
現在の阿南市楠根町・熊谷町・吉井町・加茂町・水井町・細野町・大田井町・大井町・十八女町・深瀬町。 
- 山岳：太竜寺山
- 河川：那賀川、加茂谷川、熊谷川

## 沿革
- 1889年（明治22年）10月01日 - 町村制施行に伴い那賀郡楠根村、深瀬村、加茂村、十八女村、水井村、大井村、細野村、吉井村が合併し、加茂谷村が発足。
- 1955年（昭和30年）01月01日 - 富岡町に編入し消滅。